# Élections législatives de 1956 dans les Côtes-du-Nord
Les élections législatives françaises de 1956 se tiennent le 2 janvier 1956. Ce sont les dernières élections législatives de la Quatrième république, après les élections de novembre 1946 et de juin 1951.

## Mode d'élection
L'Assemblée nationale est composée de 626 sièges pourvus au scrutin proportionnel plurinominal suivant la règle de la plus forte moyenne dans le cadre départemental, sans panachage.
Le vote préférentiel est admis, en inscrivant un numéro d'ordre en face du nom d'un, de plusieurs ou de tous les candidats de la liste. Mais l'ordre ne pourra être modifié que si au moins la moitié des suffrages portés sur la liste est numéroté. Dans les faits les modifications ne dépasseront jamais les 7%.
La loi électorale du 7 mai 1951, dite loi des apparentements, reste en vigueur. Elle permet à la base une répartition des sièges à la représentation proportionnelle dans le département, mais si des listes « apparentées » avant le déroulement du scrutin obtiennent ensemble une majorité absolue de suffrages exprimés, elles reçoivent directement tous les sièges à pourvoir.
Dans le département des Côtes-du-Nord, sept députés sont à élire.

## Élus
Les sept députés élus sont, par ordre alphabétique : 
| Député sortant           | Parti | Parti   | Député élu ou réélu      | Parti | Parti |
| ------------------------ | ----- | ------- | ------------------------ | ----- | ----- |
| Antoine Mazier           |       | SFIO    | Antoine Mazier           |       | SFIO  |
| Alexandre Thomas         |       | SFIO    | Guillaume Le Caroff      |       | PCF   |
| René Pleven              |       | UDSR    | René Pleven              |       | UDSR  |
| Pierre Bourdellès        |       | Rad-soc | Marcel Hamon             |       | PCF   |
| Henri Bouret             |       | JR      | Pierre Guillou           |       | MRP   |
| Marie-Madeleine Dienesch |       | MRP     | Marie-Madeleine Dienesch |       | MRP   |
| Yves Le Cozannet         |       | CNIP    | Roger Bouret             |       | UFF   |

## Résultats

### Résultats à l'échelle du département
|                | Guillaume Le Caroff Parti communiste français                              | 67 694  | 24,41  | 2 |  |  |
|                | Marie-Madeleine Dienesch Mouvement républicain populaire                   | 49 953  | 18,01  | 2 |  |  |
|                | Antoine Mazier Section française de l'Internationale ouvrière              | 45 276  | 16,32  | 1 |  |  |
|                | René Pleven Union démocratique et socialiste de la Résistance (CNIP - RGR) | 41 357  | 14,91  | 1 |  |  |
|                | Roger Bouret Union et fraternité française                                 | 26 873  | 9,69   | 1 |  |  |
|                | Pierre Sérandour Parti radical                                             | 18 442  | 6,65   | - |  |  |
|                | Henri Bouret Ligue de la Jeune République                                  | 16 064  | 5,79   | - |  |  |
|                | Raymond Réthoré Républicains sociaux                                       | 9 043   | 3,26   | - |  |  |
|                |                                                                            |         |        |   |  |  |
| Inscrits       | Inscrits                                                                   | 335 287 | 100,00 | 7 |  |  |
| Abstentions    | Abstentions                                                                | 52 734  | 15,73  |   |  |  |
| Votants        | Votants                                                                    | 282 553 | 84,27  |   |  |  |
| Blancs et nuls | Blancs et nuls                                                             | 5 188   | 1,84   |   |  |  |
| Exprimés       | Exprimés                                                                   | 277 365 | 98,16  |   |  |  |